# Marie Beatrice Schwarz

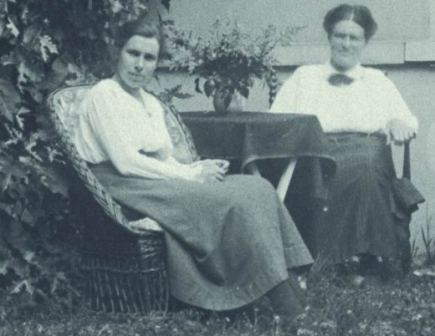
Marie Beatrice Schol-Schwarz mit Johanna Westerdijk (1922)

Marie Beatrice Schol-Schwarz (* 12. Juli 1898 in Jakarta, Indonesien; † 27. Juli 1969 in Baarn, Niederlande) war eine niederländische Botanikerin und Phytologin. Als Spezialistin für Phytopathologie entdeckte sie 1922 den Pilz, der das Ulmensterben verursacht.

## Leben und Werk

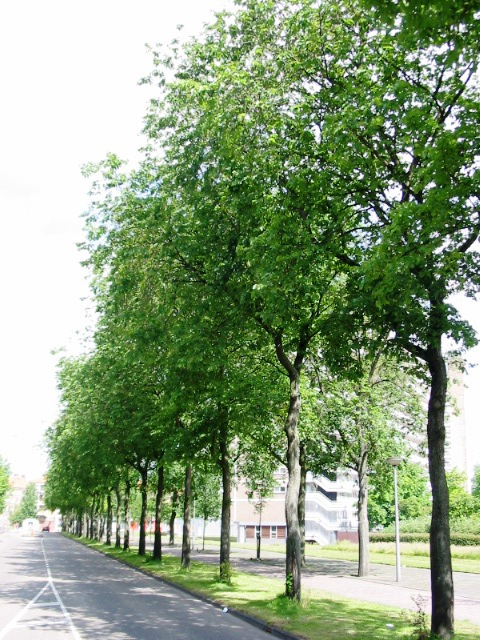
Ulmus × hollandica in Amsterdam (2004)

Schwarz schloss ihr Biologiestudium 1922 als erste Doktorandin von Johanna Westerdijk an der Universität Utrecht ab. Ihre Dissertation befasste sich mit dem Ulmensterben. Sie entdeckte den verursachenden Pilz und beschrieb ihn als Graphium ulmi n. sp.

## Ulmensterben
Eines der ersten großen Projekte des Willie Commelin Scholten Plant Pathology Laboratory (WCS Laboratory) war die Erforschung des Ulmensterbens. Als die Krankheit 1919 erstmals auftrat, beschloss Westerdijk, ihr eine eingehende wissenschaftliche Studie zu widmen. Im Laufe der Zeit beteiligten sich weitere Wissenschaftlerinnen an der Ulmenforschung. Die erste war 1919 Dina Spierenburg, die eng mit Schwarz zusammenarbeitete, Westerdijks erster wissenschaftlicher Mitarbeiterin am WCS-Labor in Baarn. Schwarz, die an ihrer Dissertation arbeitete, nutzte Westerdijks Pilzkultursammlung, um Inokulationsstudien an Ulmen durchzuführen. Sie entdeckte, dass der Pilz Graphium ulmi die Krankheit verursachte.

## Weitere Forschungen
1926 heiratete Schwarz und zog nach Jakarta, wo sie kurzzeitig als Lehrerin arbeitet. Nach dem Tod ihres Mannes im Krieg kehrte sie mit ihren beiden Söhnen in die Niederlande zurück, wo sie im Centraalbureau voor Schimmelcultures in Baarn forschte. Hier untersuchte sie verschiedene Pilzgruppen und führte Forschungsarbeiten für die Industrie durch, beispielsweise über die Zersetzung von Textilien unter tropischen Bedingungen. Später verfasste sie eine Monographie über die Gattung Epicoccum. Nach ihrer Pensionierung untersuchte sie die Gattung Phialophora. Während sie diese Forschung fortsetzte, verschlechterte sich ihr Gesundheitszustand. Trotz ihrer Krankheit setzte sie ihre Arbeit fort.
Schwarz starb 1969 im Alter von 71 Jahren in Baarn.
Die Ulme Ulmus × hollandica „Bea Schwarz“ wurde in Anerkennung ihrer Forschung nach ihr benannt.
M.B.Schwarz oder Schol-Schwarz ist die gebräuchliche botanische Abkürzung für Marie Beatrice Schol-Schwarz.

## Auszeichnungen (Auswahl)
- Orden von Oranien-Nassau (Offizier)[6]